# AC Ajaccio
Athletic Club ajaccien (kors. Athletic Club Aiacciu), znany jako AC Ajaccio – francuski klub piłkarski z miasta Ajaccio, położonego na Korsyce, założony w 1910 roku, występujący w Ligue 2.

## Historia
Różne źródła podają różne daty powstania klubu w Ajaccio, jednak są to lata 1909–1910. Nowa drużyna przyjęła stroje w czerwone i białe paski. Na początku grali oni na boisku piaszczystym, jednak później przenieśli się na inny, czystszy i bezpieczniejszy stadion pod zarządzaniem Jeana Louisa, teścia prezesa klubu Louisa Barettiego. Nowy stadion posiadał 5.000 miejsc i był używany do 1969 roku.
AC Ajaccio byli piłkarskimi mistrzami Korsyki ośmiokrotnie. Są oni jedną z trzech wielkich drużyn wyspiarskich, razem z SC Bastia oraz Gazélec Ajaccio. Rywalizacja pomiędzy tymi trzema drużynami oraz ich kibicami nie jest tajemnicą. Podczas finału Pucharu Korsyki w 1946 roku kibice musieli bronić się przed przemocą za pomocą parasolek. Po rzucie karnym przyznanym drużynie z Ajaccio wybuchły zamieszki, których główną bronią były właśnie parasole. Mecz został przerwany i rozegrany w późniejszym terminie.
Ajaccio stał się profesjonalnym klubem w 1965 roku dzięki ambitnej postawie liderów drużyny. Nowym herbem zespołu stał się w tamtych czasach niedźwiedź polarny, jednak nieco później zmieniono go na bardziej tradycyjne logo, nawiązujące do herbu Korsyki.

## Występy w lidze
| Liga                 | Poziom | Lata                            |
| -------------------- | ------ | ------------------------------- |
| Division 1           | I      | 1967–1973                       |
| Ligue 1              | I      | 2002–2006, 2011–2014, 2022–2023 |
| Division 2           | II     | 1965–1967, 1973–1975, 1998–2002 |
| Ligue 2              | II     | 2006–2011, 2014–2022, 2023-     |
| Championnat National | III    | 1997–1998                       |

## Sukcesy
- 6. miejsce w Ligue 1: 1971
- 2 razy mistrz Ligue 2: 1967, 2002
- 8 razy mistrz Korsyki: 1920, 1921, 1934, 1939, 1948, 1950, 1955, 1964, 1994

## Skład na sezon 2022/2023
Aktualny na dzień 31 lipca 2022.
| Nr | Poz. | Piłkarz                     |
| -- | ---- | --------------------------- |
| 1  | BR   | Benjamin Leroy              |
| 3  | OB   | Ismaël Diallo               |
| 4  | PO   | Mickaël Barreto             |
| 5  | PO   | Riad Nouri                  |
| 6  | PO   | Mathieu Coutadeur (kapitan) |
| 7  | NA   | Mounaïm El Idrissy          |
| 8  | PO   | Vincent Marchetti           |
| 9  | NA   | Gaëtan Courtet              |
| 10 | PO   | Qazim Laçi                  |
| 11 | NA   | Bevic Moussiti-Oko          |
| 12 | NA   | Taïryk Arconte              |
| 14 | NA   | Cyrille Bayala              |
| 15 | OB   | Clément Vidal               |
| 16 | BR   | François-Joseph Sollacaro   |
| 17 | NA   | Romain Hamouma              |
| 18 | NA   | Kouamé Botué                |

| Nr | Poz. | Piłkarz              |
| -- | ---- | -------------------- |
| 19 | PO   | Alassane N’Diaye     |
| 20 | PO   | Mohamed Youssouf     |
| 21 | OB   | Cédric Avinel        |
| 22 | PO   | Yanis Cimignani      |
| 23 | OB   | Mickaël Alphonse     |
| 24 | OB   | Chaker Alhadhur      |
| 25 | OB   | Oumar Gonzalez       |
| 29 | NA   | Florian Chabrolle    |
| 33 | PO   | Anis Adżrud          |
| 34 | PO   | Paolo Lebas          |
| 40 | BR   | Ghjuvanni Quilichini |
| 77 | OB   | Fernand Mayembo      |
|    | OB   | Sidney Obissa        |
|    | PO   | Thomas Mangani       |
|    | PO   | Kevin Spadanuda      |